# Senga Sengana

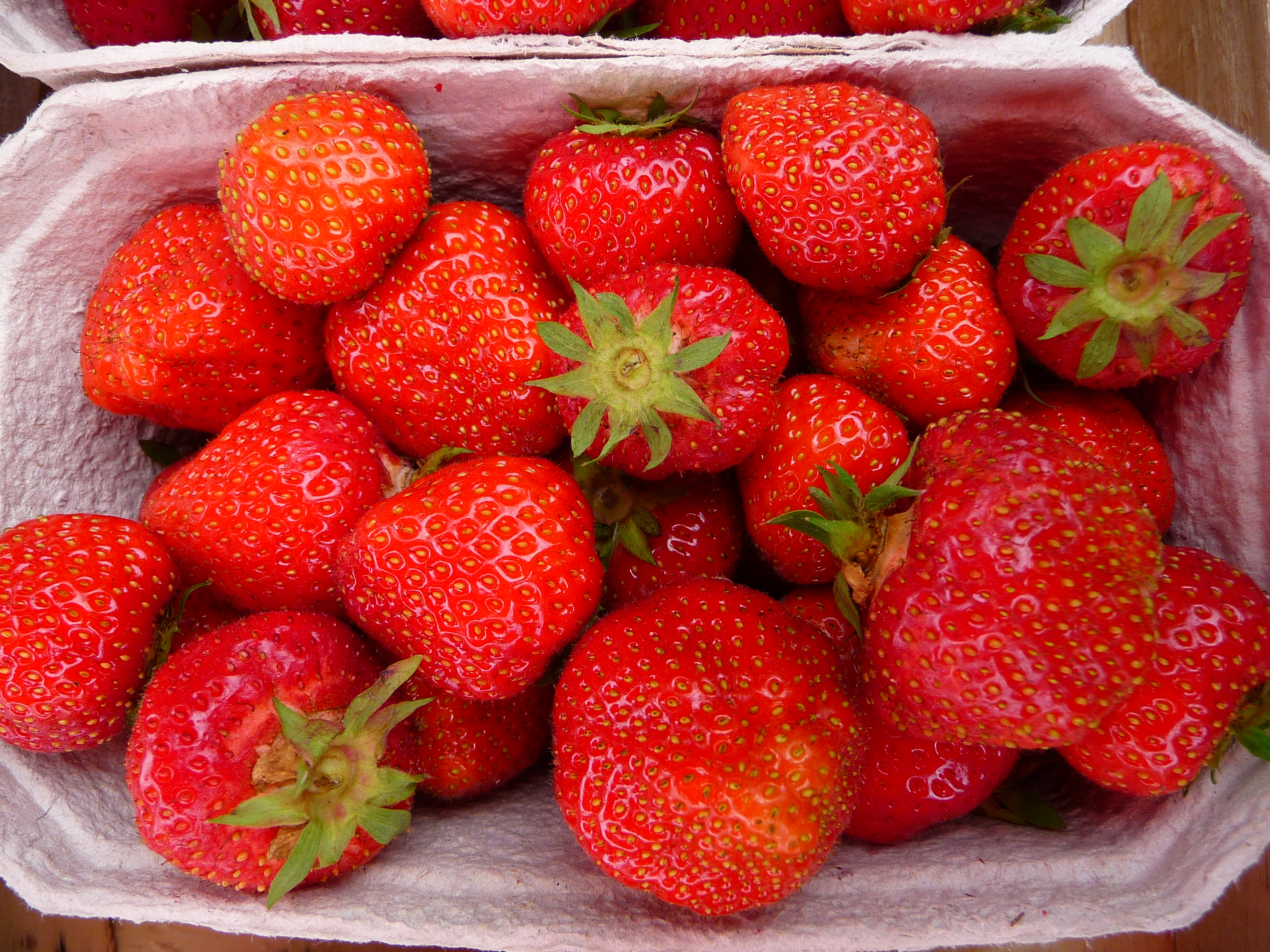
Erdbeeren 'Senga Sengana' im Verkaufsschälchen

Senga Sengana ist eine Sorte der Gartenerdbeere (Fragaria × ananassa), gezüchtet von Reinhold von Sengbusch in Wulfsdorf bei Hamburg und seit 1952 im Handel. Die Elternsorten sind 'Markee' und 'Sieger'. Senga Sengana war die erste Erdbeersorte, die zum Tiefgefrieren geeignet war. Im kommerziellen Anbau war sie in den 1960er und 70er Jahren eine der am meisten angebauten Sorten. Sie wird heute meist für den Hausgarten oder für Selbstpflücker verwendet.

## Pflanze
Die starkwachsende Pflanze bildet einen flachen kugelförmigen Horst aus dunkelgrünen Blättern und treibt viele Ausläufer. Die spät erscheinenden Blüten bleiben unter dem Laub. Sie sind selbstfruchtbar. Der Ertrag der relativ früh reifenden Früchte ist zuerst hoch, nimmt aber mit längerer Standzeit der Pflanzen auf dem Acker ab. Gegen Fruchtfäule ist 'Senga Sengana' sehr empfindlich, ansonsten ist es aber eine recht robuste Sorte.

## Frucht
Die zuerst reifenden Früchte sind mittelgroß, später werden sie kleiner. Ihre Form ist kegelförmig, die Farbe außen purpurrot glänzend, innen etwas ungleichmäßige Rottöne. Der Geschmack ist – je nach Wetterverlauf – meist gut. Da der Kelch fest haftet, sind sie nur mit diesem gut zu pflücken.

## Inhaltsstoffe
Im Aromaextrakt finden sich über 200 verschiedene chemische Stoffe, wie Essigsäurehexylester, Buttersäuremethylester,  Buttersäureethylester 2-Methylbuttersäureethylester, Hexansäuremethylester, Hexansäureethylester, 2-Heptanon, 2,5-Dimethyl-4-methoxy-3(2H)-furanon und Nerolidol.

## Belege
- Manfred Fischer (Hrsg.): Farbatlas Obstsorten. 2. Auflage. Ulmer Verlag, Stuttgart 2003, S. 243, ISBN 3-8001-5547-8.
- Silbereisen/Götz/Hartmann, Obstsorten-Atlas, Ulmer Verlag, Stuttgart, 1996, ISBN 3-8001-5537-0
- Joachim Breschke, Die Kultur der Erdbeere, Albrecht Philler Verlag Minden, ISBN 3 7907 0240 4
- Oswald Macherauch, Erdbeeren – mein Hobby, BLV, München, 1964